# Улица Мурниеку (Рига)
Улица Му́рниеку (латыш. Mūrnieku iela, от mūrnieks — каменщик) — улица в Латгальском предместье города Риги, в микрорайоне Авоты. Пролегает в северо-восточном направлении, от улицы Матиса до улицы Лиенес; с другими улицами не пересекается. Общая длина улицы составляет 211 метров.
На всём протяжении улица Мурниеку замощена булыжником, разрешено движение в обоих направлениях. Общественный транспорт по улице не курсирует.

## История
Улица Мурниеку впервые упоминается в списках улиц Риги в 1881 году под своим нынешним названием (рус. Мурничная улица, нем. Maurerstrasse), которое никогда не изменялось.
В межвоенный период на улице Мурниеку работали 5 ремесленных мастерских (столярная, слесарная, изготовление сельскохозяйственных орудий), а также небольшие предприятия по производству свинцовых труб и эмалированных товаров.
На улице Мурниеку сохранилась первоначальная застройка конца XIX века, в том числе 8 деревянных 2-этажных домов. В рамках программы обновления исторической застройки в 2003—2005 годах улица была реконструирована, включая замену коммуникаций, ремонт мостовой и установку стилизованных светильников, на что было затрачено более 150 тысяч латов (210 тыс. евро).

## Примечательные объекты
- Деревянные здания улицы Мурниеку включены в Культурный канон Латвии[6].
- Угловой дом по ул. Матиса, 89А (архитектор Э. Лаубе, 1910) — памятник архитектуры местного значения[7].
- В сквере на пересечении с ул. Матиса в 2007 году установлен памятник трубочисту и каменщику.

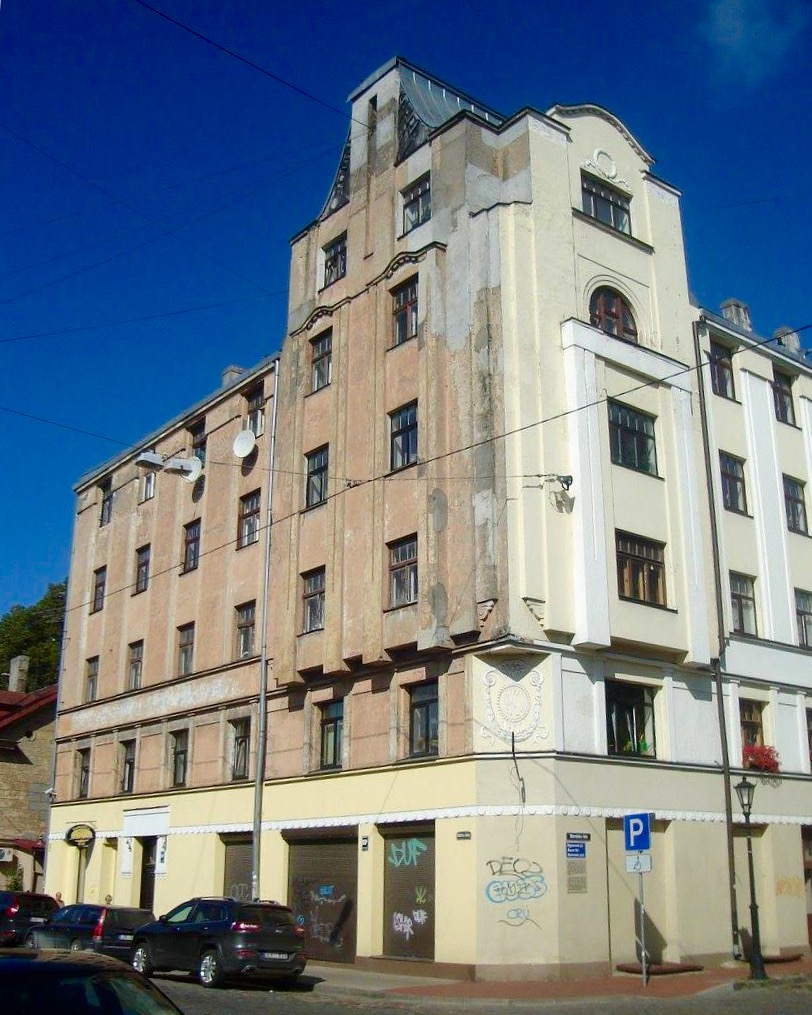
Угол ул. Матиса
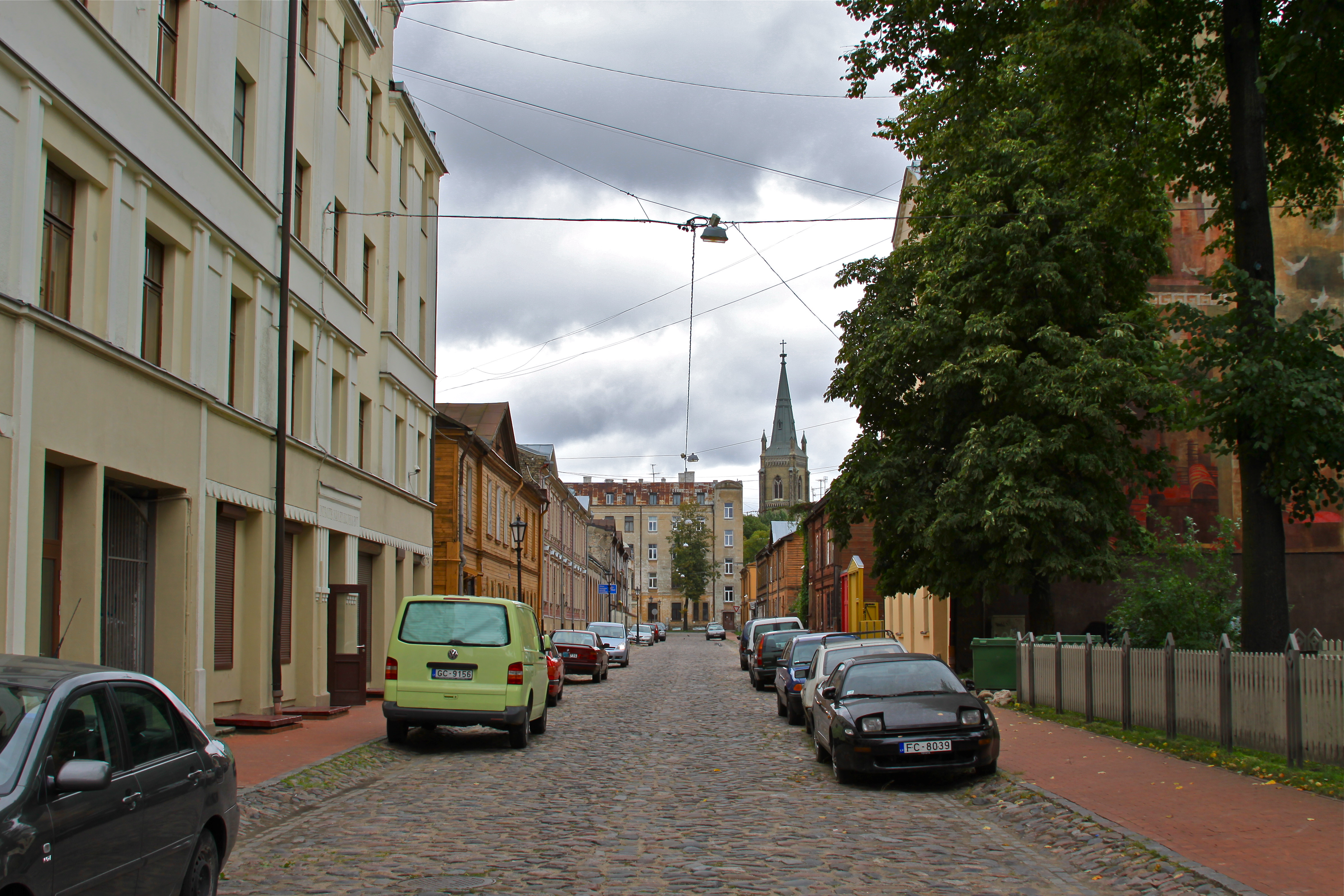
Вид от начала улицы
Памятник трубочисту и каменщику
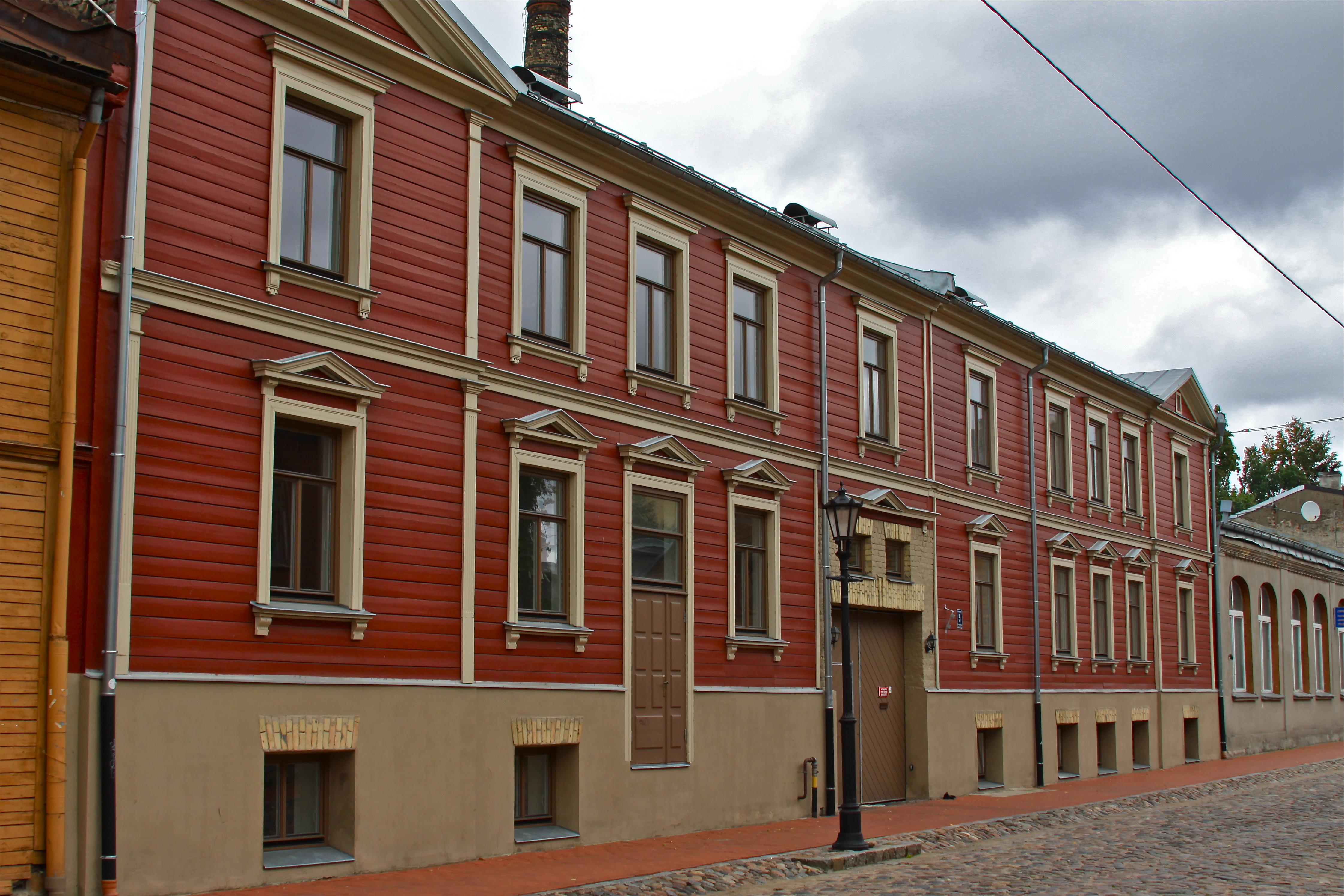
Дом № 5
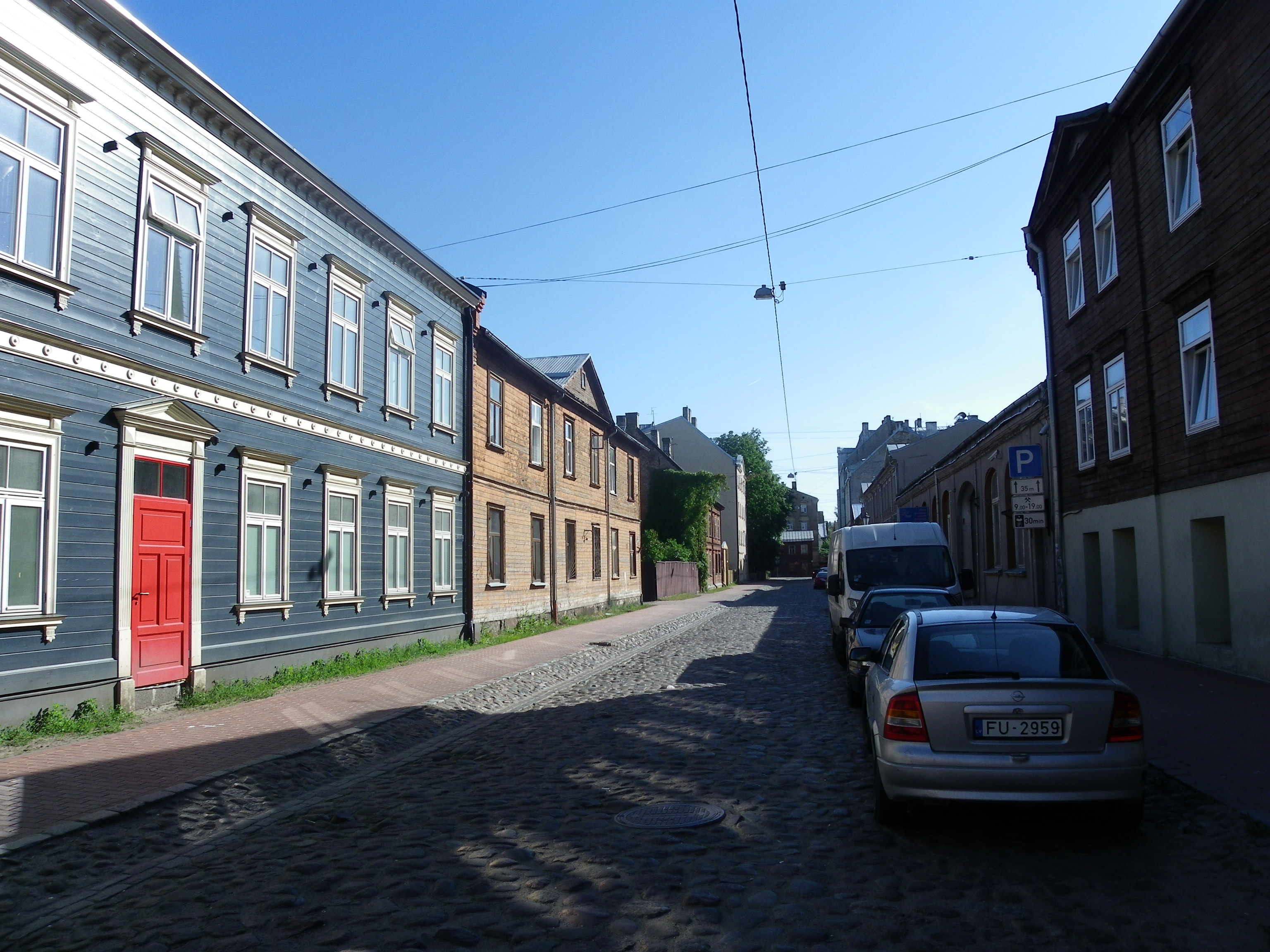
Вид от дома № 12
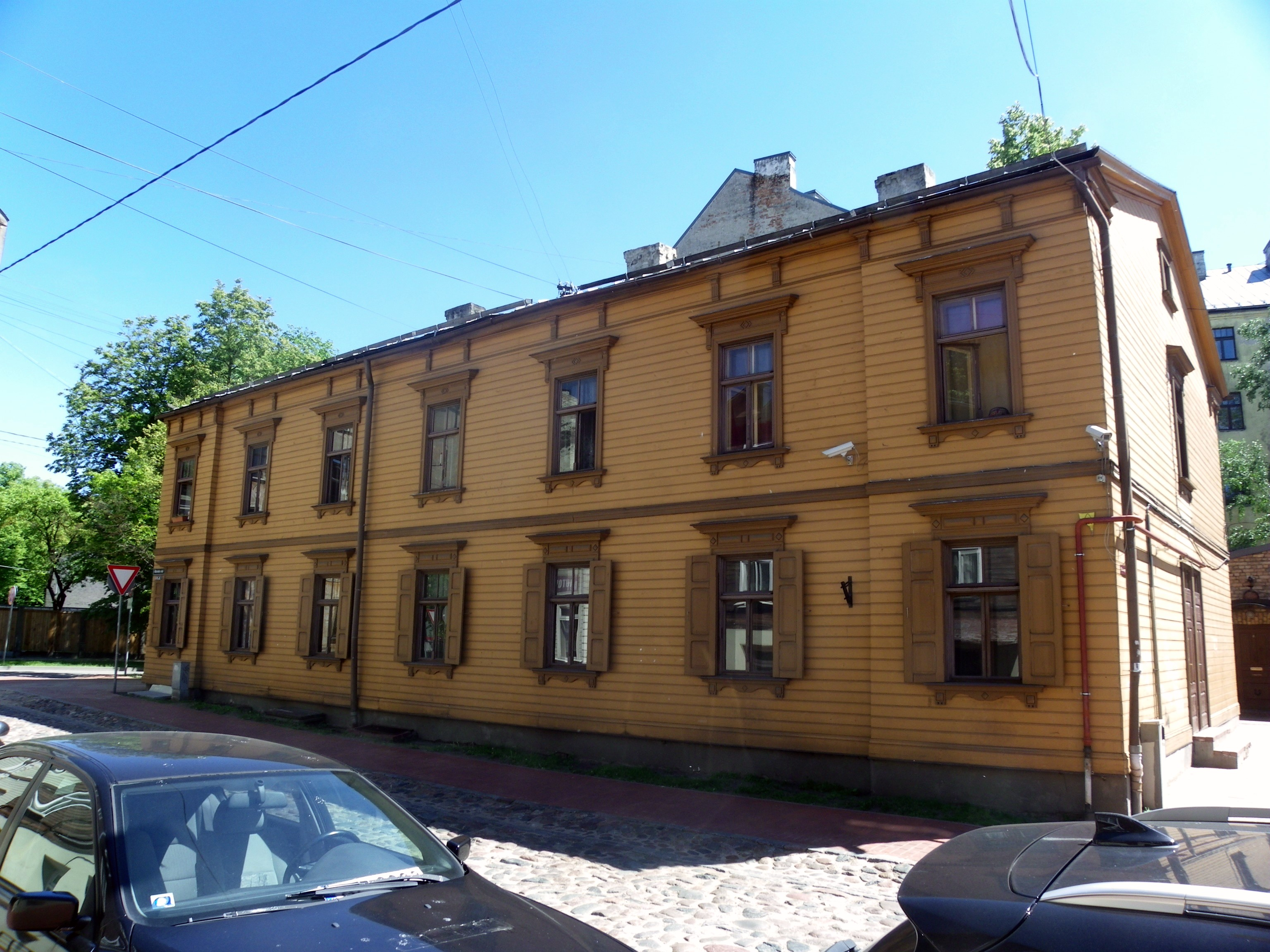
Дом № 14
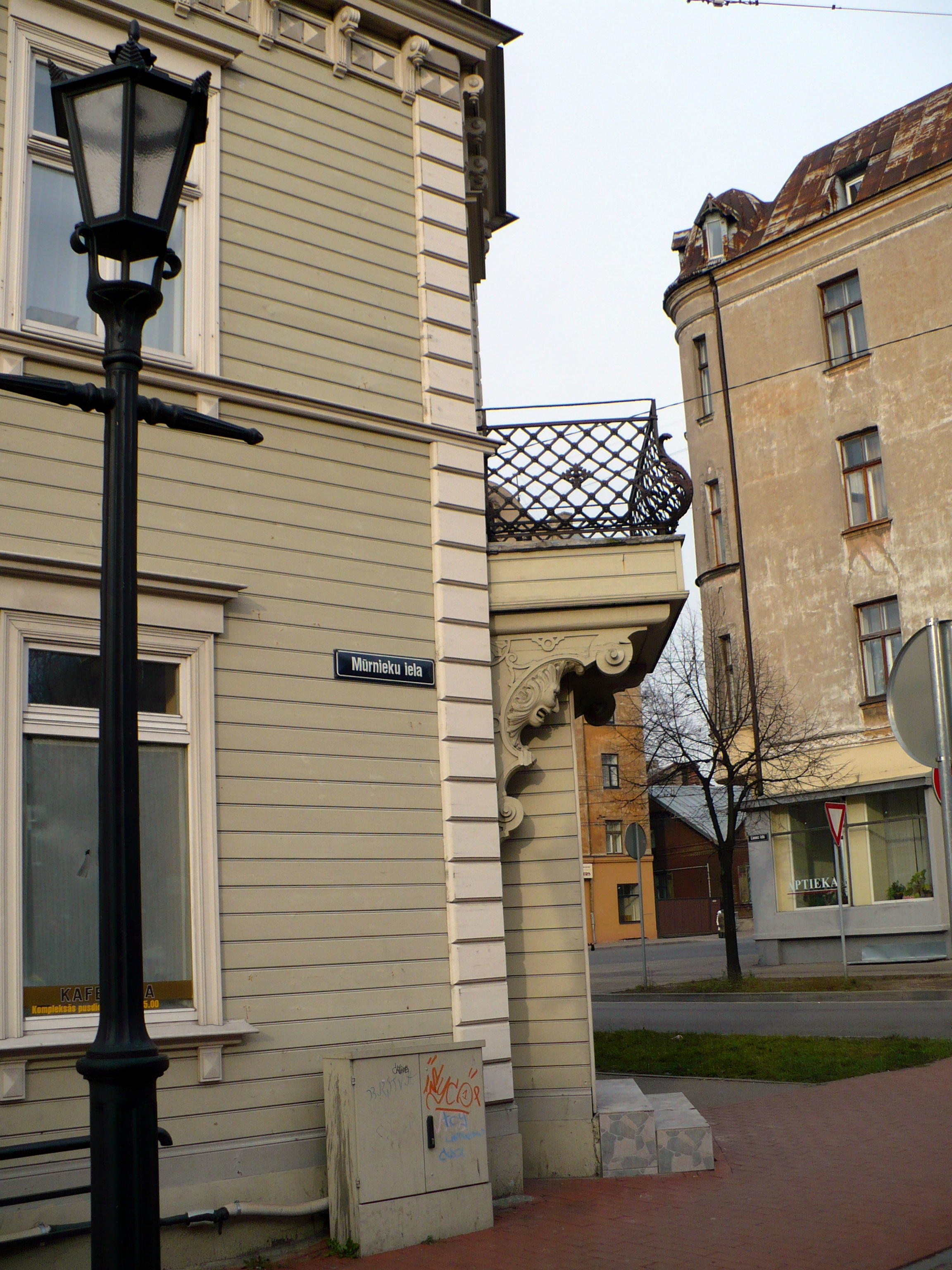
Угол ул. Лиенес
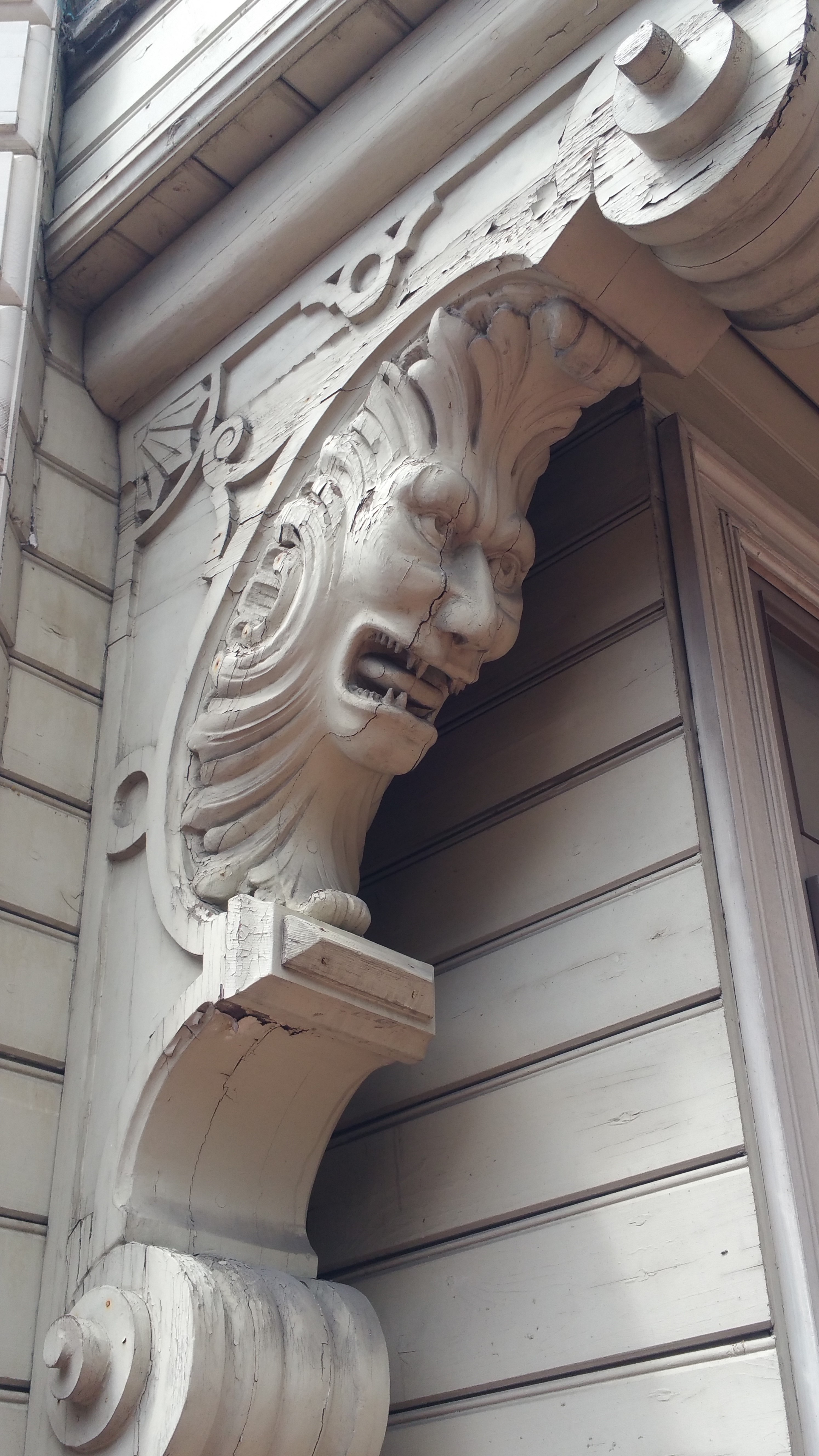
Декор здания
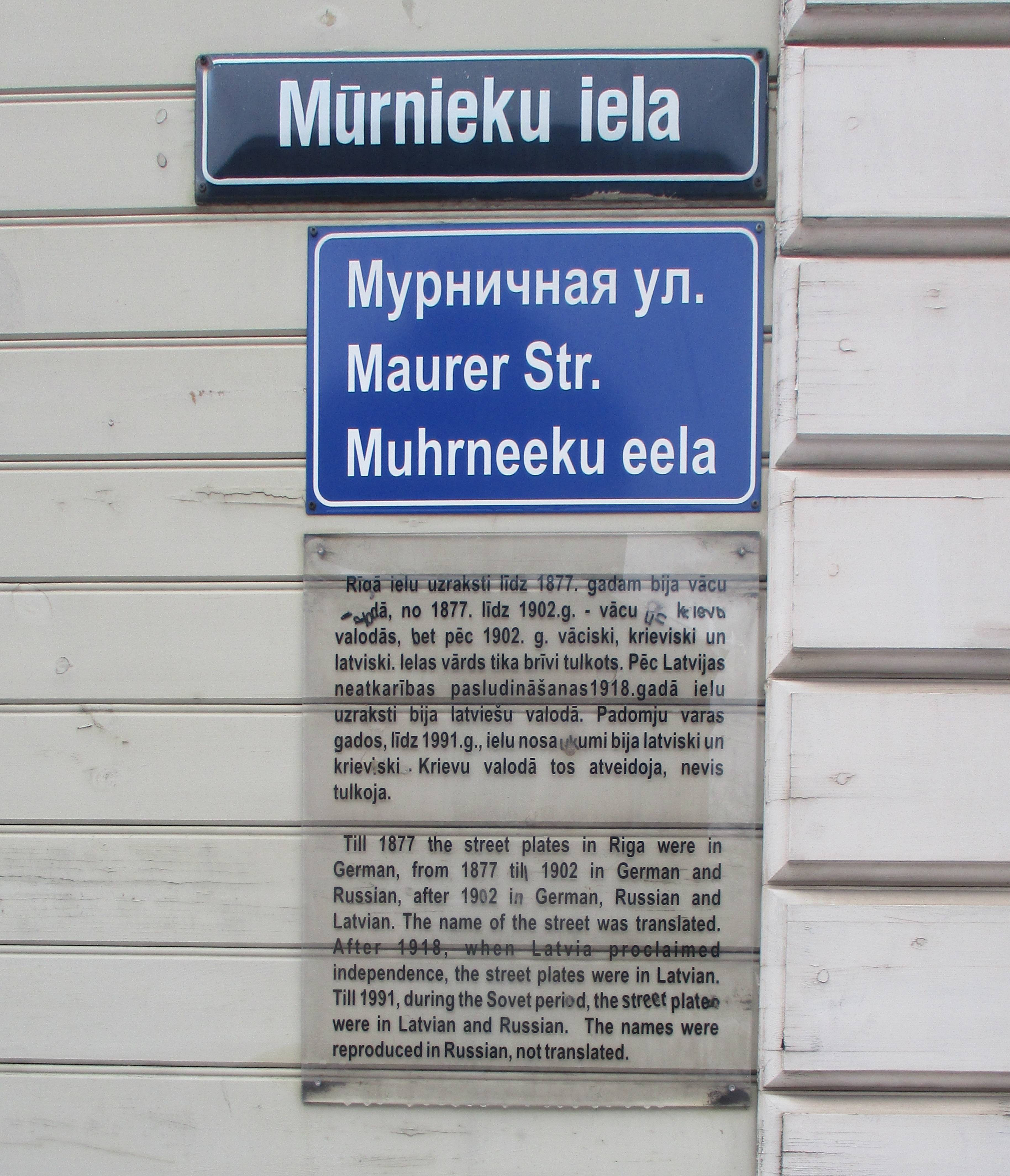
Название улицы на разных языках